# Копачевский, Филипп Игоревич
Филипп Игоревич Копачевский (род. 22 февраля 1990, Москва, РСФСР, СССР) — российский пианист, лауреат международных конкурсов.
Окончил Центральную музыкальную школу при Московской консерватории им. П. И. Чайковского по классу Киры Шашкиной (2008), Московскую государственную консерваторию им. П. И. Чайковского по классу профессора С. Л. Доренского (2013). С 2013 года является аспирантом Московской консерватории (в классе профессора С. Л. Доренского).
Солист Московской государственной академической филармонии. Участник федеральной программы Московской филармонии «Звезды XXI века» (при поддержке Министерства культуры РФ).
Лауреат восьми престижных международных конкурсов, в том числе Х Международного конкурса пианистов им. Ф. Шуберта (Германия).

## Творчество
Пианист выступал с лучшими оркестрами, в числе которых Английский камерный оркестр, Академический симфонический оркестр Московской филармонии, Симфоническимй оркестр Московского театра «Новая опера» имени Е. В. Колобова, Большой симфонический оркестр им. П. И. Чайковского, Российский национальный оркестр, Национальный филармонический оркестр России, Московский государственный академический симфонический оркестр под управлением Павла Коганa, Государственный симфонический оркестр «Новая Россия», Государственный симфонический оркестр России имени Е. Ф. Светланова, Академический симфонический оркестр Санкт-Петербургской филармонии.
Сотрудничал с прославленными дирижёрами, такими как Мстислав Ростропович, Владимир Спиваков, Михаил Плетнёв, Евгений Колобов, Юрий Симонов, Александр Дмитриев, Эндрю Гурлей, Уильям Нолл, Бьярте Энгесет, Чарльз Оливьери-Мунро, Евгений Бушков, Максим Венгеров, Пол Уоткинс.
Концерты музыканта регулярно проходят в Великобритании, Германии, США, Голландии, Франции, Италии, Греции, Польше, Испании и во многих городах России. Особую популярность Копачевский приобрел в Японии, где специально по заказу телекомпании NHK записал диск с фортепианными произведениями Шопена.
Филипп Копачевский участвовал во многих международных фестивалях, в том числе в фестивалях им. А. Д. Сахарова (Нижний Новгород) и памяти Веры Лотар-Шевченко (Новосибирск), Фестивале фирмы «Стейнвей», Фортепианном фестивале в Майами, Arts Naples World Festival (США), Международном фестивале в Кольмаре (Франция), Фестивале памяти М. Ростроповича (Баку), фестивалях «Балтийские сезоны» (Калининград), «Владимир Спиваков приглашает», «Звезды на Байкале», Crescendo, «Денис Мацуев приглашает» и других.
Принимал участие в российской премьере балета Without хореографа Бенджамина Мильпье на сцене Мариинского театра.

## Премии на международных конкурсах
- Конкурс Le Muse (Италия) — I премия
- Конкурс имени В. Крайнева (Украина) — III премия
- Конкурс в Энсхеде (Нидерланды) — I премия
- Х международный конкурс пианистов имени Шуберта (Германия, 2005 г.) — III премия, Специальный приз
- XV международный конкурс пианистов Jose Iturbi (Испания, 2006 г.) — дипломант и обладатель специального приза «YAMAHA»
- I международный конкурс памяти Веры Лотар-Шевченко (Россия, 2006 г.) — I премия[3]

## Творческая характеристика
Писатель Юрий Кувалдин:

 Пианист Филипп Копачевский представляет собой сплав романтической манеры исполнения с аналитическим пониманием музыки 
Сергей Доля, один из самых популярных блогеров Рунета:

 К концу первого произведения Шопена, исполненного Филиппом Копачевским, я очнулся от того, что мой сосед, ведущий радио Серебряный Дождь Алекс Дубас, легонько толкнул меня и подмигнул, чтобы я закрыл рот. Я просто растворился в этой музыке и перестал замечать остальных зрителей 
Газета DerWesten — о гастролях пианиста в Германии:

 Его исполнение Третьей сонаты Шопена подкупало дифференцированным обращением с материалом и темами, что в сочетании с мастерским владением техникой создавало прозрачную картину композиции 
Газета «Советская Сибирь» — после победы на Конкурсе Веры Лотар-Шевченко:

 С первых звуков, им сыгранных, ощущаешь мощную лирическую индивидуальность пианиста. Его рояль поёт, это очень редкое сегодня качество, характерное для романтического мироощущения. Копачевский сохраняет в игре ясность, его фраза красива и пластична, при этом он далёк от салонности… 
Владимир Ойвин, Classica.FM:

 Пианизм Копачевского великолепен и органичен — каждая музыкальная фраза была четко артикулирована, мелкая техника совершенна. И все это в сочетании с прекрасным чувством формы 